# Allocasuarina luehmannii
Allocasurina luehmannii là một loài thực vật có hoa trong họ Casuarinaceae. Loài này được Richard Thomas Baker mô tả khoa học lần đầu tiên năm 1900 dưới danh pháp Casuarina luehmannii. Năm 1982 Lawrence Alexander Sidney Johnson chuyển nó sang chi Allocasuarina.

## Hình ảnh

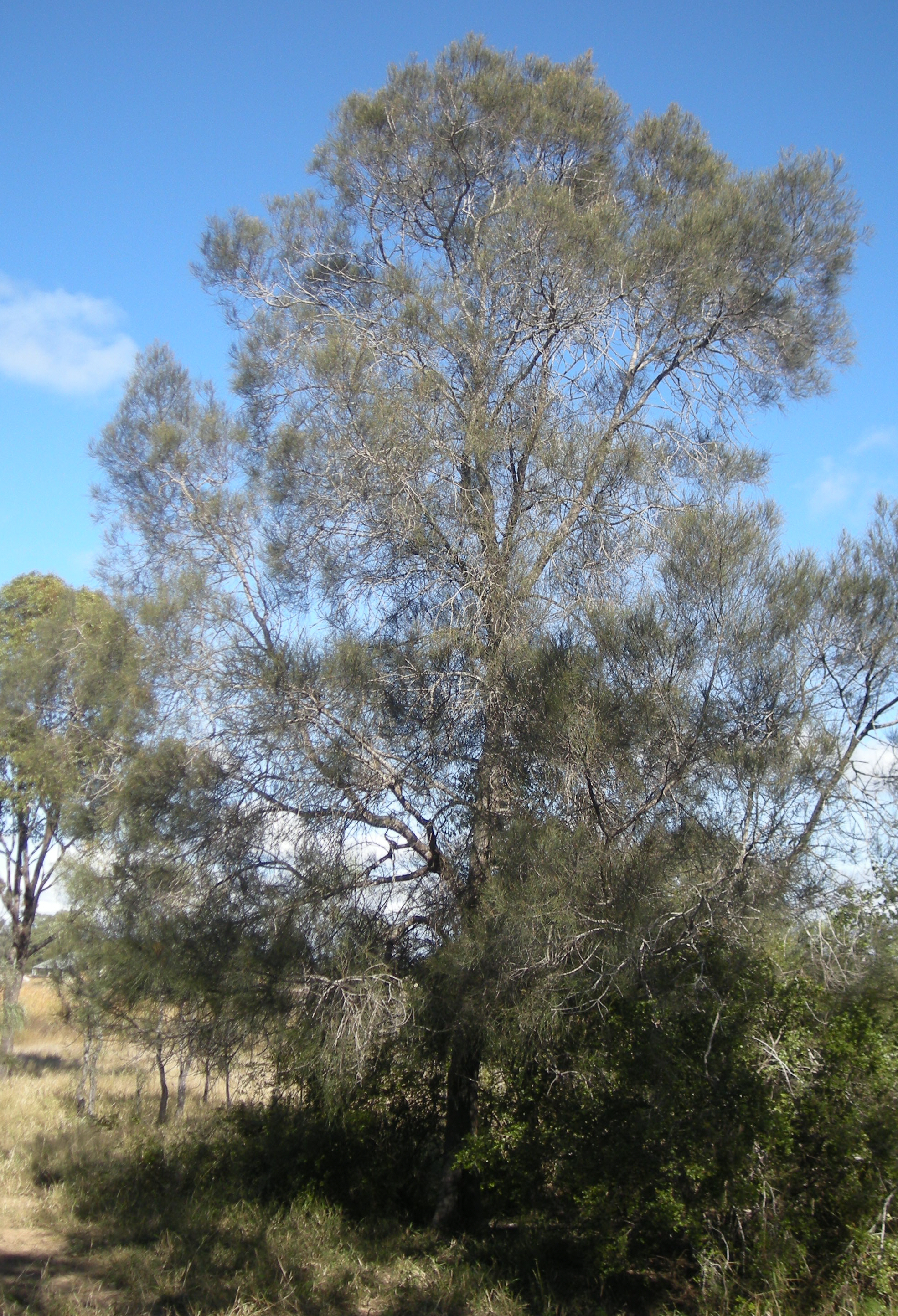